# Benjamin Frobisher
Benjamin Frobisher (Halifax, 1742 - 14 avril 1787) était un marchand anglais actif dans la traite des fourrures.

## Biographie
Fils de Joseph Frobisher et Rachel Hargrave, il immigra au Québec vers 1763. Ses deux frères immigrèrent également au Québec et tous les trois prirent part à la traite des fourrures lors de son expansion dans le Nord-Ouest.
En 1770, les trois frères, en partenariat avec Richard Dobie, connurent une expédition couronnée de succès lorsqu'ils se rendirent à la rivière Saskatchewan au-delà du Fort Bourbon situé près de l'embouchure de cette rivière. D'autres expéditions couronnées de succès suivirent et en 1779 les Frobisher fondèrent une compagnie qui possédait deux des seize actions de la Compagnie du Nord-Ouest fondée cette même année. Il est un des dix-neuf membres fondateurs du Beaver Club en 1785.
Au moment de la mort de Benjamin, le Nord-Ouest devenait la plus importante région pour la traite des fourrures, également le moment où la Compagnie du Nord-Ouest était sur le point d'avoir à peu près le contrôle total de la traite dans cette région.